# إيالة ذو القدر
إيالة ذو القدر هي إحدى إيالات الدولة العثمانية والتي تغطي اليوم أجزاء من أراضي تركيا.
تم إنشاء هذه الإيالة في عهد السلطان سليمان القانوني.